# Yaksu-dong
Yaksu-dong (koreanska: 약수동)  är en stadsdel i stadsdistriktet Jung-gu i Sydkoreas huvudstad Seoul. Stadsdelen fick sitt nuvarande namn 20 juli 2013. Dessförinnan hette den Sindang 3-dong.